# Qu Yuan
Qu Yuan (chino: 屈原, pinyin: Qū Yuán, Wade-Giles: Ch'ü Yüan, c. 340 a. C. - 278 a. C.) fue un poeta chino del sur del Estado de Chu durante el periodo de los Reinos Combatientes. Su obra se encuentra principalmente recopilada en una antología poética denominada Elegías de Chu. Fue el primer poeta chino importante en la historia de la literatura del país.[cita requerida]
Los detalles históricos sobre la vida de Qu Yuan son escasos, y su autoría de muchos poemas de Chu Ci ha sido largamente cuestionada. Sin embargo, se acepta ampliamente que escribió "Encontrando el Dolor", un poema de Chu Ci. La primera referencia conocida a Qu Yuan aparece en un poema escrito en el año 174 a. C. por Jia Yi, un funcionario de Luoyang que fue calumniado por funcionarios celosos y desterrado a Changsha por el Emperador Wen de Han. Mientras viajaba, escribió un poema en el que describía el destino similar de un "Qu Yuan" anterior. " Ochenta años después, la primera biografía conocida de la vida de Qu Yuan apareció en el historiador de la dinastía Han de Sima Qian Registros del Gran Historiador, aunque contiene una serie de detalles contradictorios.

## Datos biográficos
La biografía de Qu Yuan escrita por Sima Qian en los Registros del Gran Historiador (Shiji), aunque circunstancial y probablemente influida en gran medida por la propia identificación de Sima con Qu, es la única fuente de información sobre la vida de Qu. Sima escribió que Qu era miembro del Chu clan real y sirvió como funcionario bajo el rey Huai de Chu (reinó 328-299 a. C.).
Nacido en una familia de linaje noble, contó con la confianza del rey de Chu en los primeros años de su carrera y ocupó el cargo de ministro y luego el de "zuotu" (vice primer ministro). Sin embargo, sus ideas políticas, su capacidad y su empeño en una rigurosa aplicación de las leyes chocó con las fuerzas conservadoras de la nobleza. Debido a las intrigas de éstas, Qu Yuan cayó en desgracia del rey y más tarde fue desterrado dos veces a lejanas tierras salvajes, donde escribió la mayoría de sus obras. 
En el año 278 aC,  viendo que el reino iba a ser conquistado por tropas de Qin, por el general Bai Qi del estado de Qin, y él no podía hacer nada para impedirlo se dice que Qu Yuan recopiló cuentos populares y escribió el largo poema de lamentación llamado "Lamento por Ying". Por último, se suicidó arrojándose en el río Miluo en la actual provincia de Hunan mientras sostenía una roca. La razón por la que se quitó la vida ha sido controvertida y ha sido argumentada por los estudiosos chinos durante siglos. Explicaciones típicas que incluyen el martirio por su patria profundamente querida pero en caída, que sugirió el filósofo Zhu Xi de la dinastía Song, o sentir una desesperación extrema ante la situación de la política en Chu mientras su sueño político de toda la vida jamás se haría realidad. Pero según "Yu Fu", ampliamente considerado como escrito por el mismo Qu o por lo menos, por una persona que estaba muy familiarizada con Qu, su suicidio fue la mejor manera de proteger su inocencia y sus principios vitales. Se cuenta que al enterarse de la noticia, la gente se congregó en barcas en el río tocando gongs y tambores para espantar a los peces y lanzó zongzi al agua para que éstos, hartos de comerlos, no tocaran el cuerpo del poeta. Así fue el origen de una fiesta tradicional china, la Fiesta de Duan Wu (端午节/端午節), Fiesta de la Barca del Dragón,  que se celebra todos los años el día cinco del mes cinco, según el calendario lunar.

## Legado

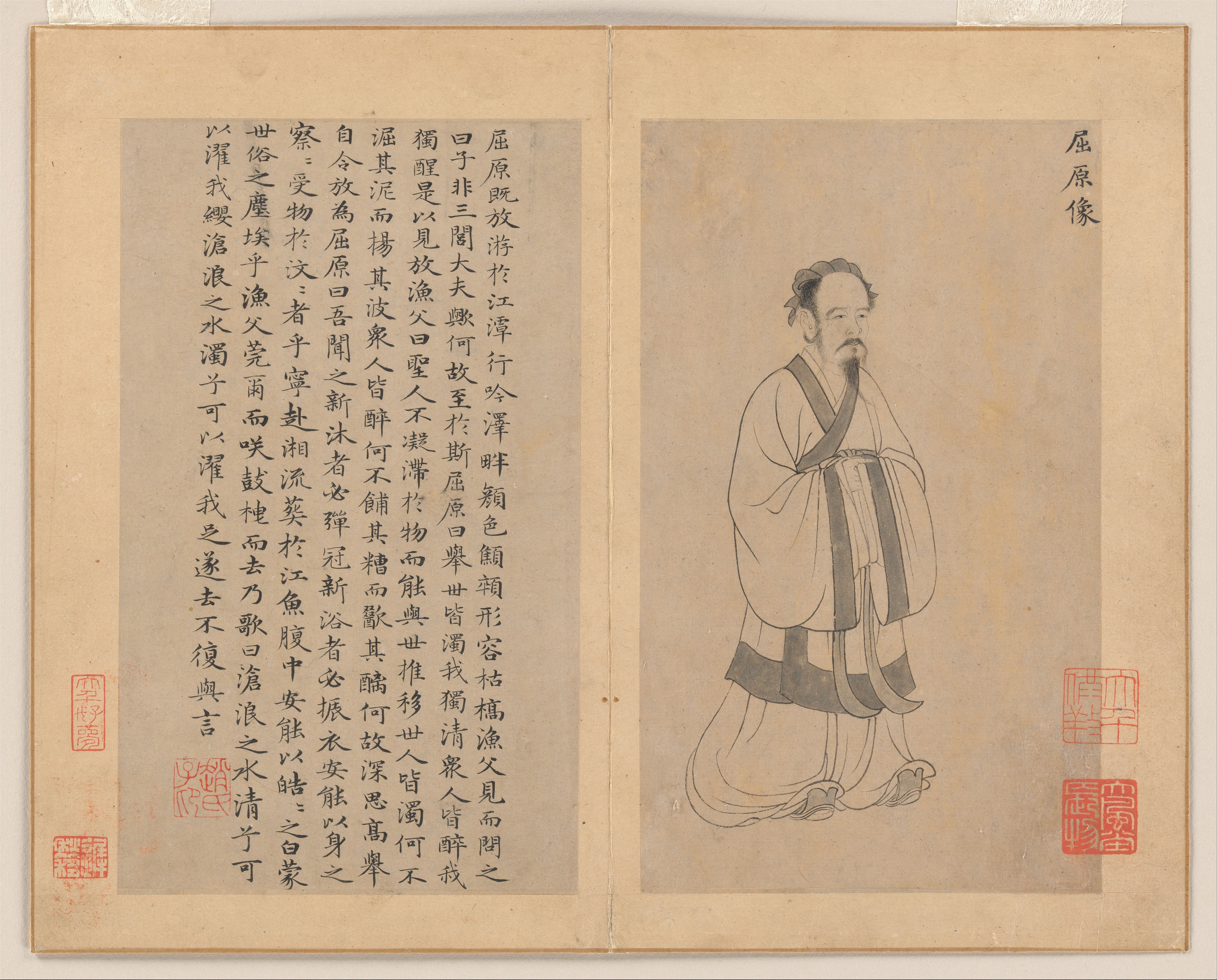
Qu Yuan tal y como aparece en el Nine Songs, impresión de presumiblemente el siglo XIV

Qu Yuan está considerado como el primer autor de versos en China que tiene su nombre asociado a su obra, ya que antes de esa época las obras poéticas no se atribuían a ningún autor concreto. Se considera que fue el iniciador del llamado estilo de verso sao, que recibe el nombre de su obra "El lamento", en la que abandonó los clásicos versos de cuatro caracteres utilizados en los poemas del Shi Jing y adoptó versos de longitud variable. Esto dio lugar a poemas con más ritmo y latitud de expresión. Qu Yuan también está considerado como una de las figuras más destacadas del Romanticismo en la literatura clásica china, y sus obras maestras influyeron en algunos de los grandes poetas románticos de la dinastía Tang. Durante la Dinastía Han, Qu Yuan se consagró como un ejemplo heroico de cómo debía comportarse un erudito y un funcionario al que se le negaba un reconocimiento público adecuado a su valía.

### Chu Ci
Chu estaba situada en lo que hoy es la zona del Yangzi del centro de China. En esta época, Chu representaba la franja sur del área cultural china, habiendo formado parte durante un tiempo de los imperios de la dinastía Shang y de la dinastía Zhou. Sin embargo, la cultura Chu también conservó ciertas características de las tradiciones locales, como el chamanismo, cuya influencia puede verse en el Chu Ci.
El Chu Ci fue compilado y anotado por Wang Yi (fallecido en el año 158 d. C.), que es la fuente de transmisión de estos poemas y de cualquier información fiable sobre ellos a épocas posteriores; por tanto, el papel que tuvo Qu Yuan en la autoría, edición o retoque de estas obras sigue sin estar claro. Los poemas del Chu Ci son importantes por ser precursores directos del estilo fu de la literatura de la dinastía Han. El Chu Ci, como conservación de la literatura primitiva, ha proporcionado datos inestimables para la investigación lingüística de la historia de la lengua china, desde Chen Di.

### Religión
Tras su suicidio, Qu Yuan fue venerado en ocasiones como Dios del agua, incluso por la religión taiwanesa taoísta, que lo cuenta entre los Reyes de los Inmortales del Agua.

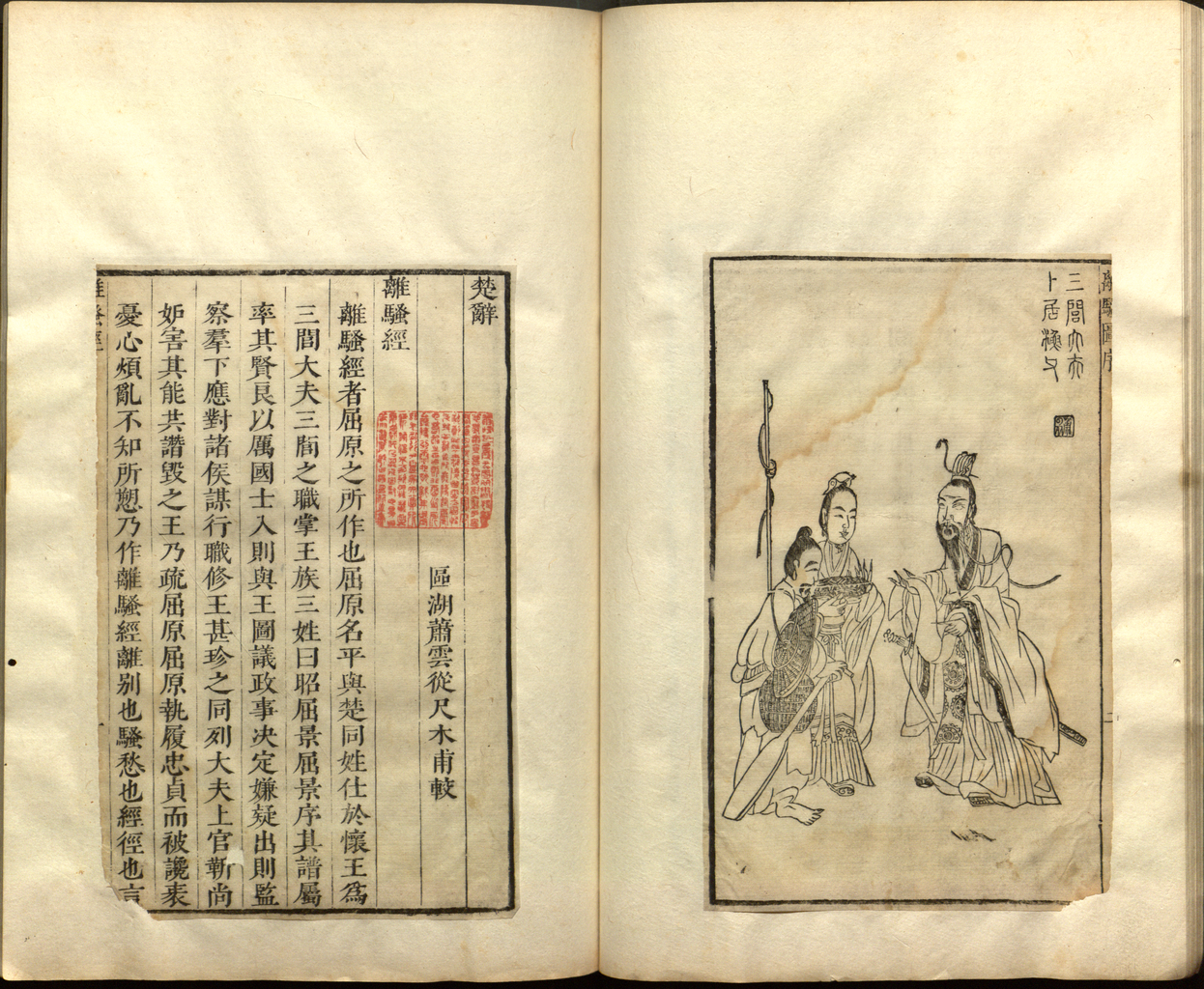
Qu Yuan interrogando a un pescador. Edición del Li sao de Qu Yuan, ilustrada por Xiao Yuncong (1596-1673), grabada por Tang Yongxian.

### Patriotismo
Qu Yuan comenzó a ser tratado de forma nacionalista como "el primer poeta patriótico de China" durante la Segunda Guerra Mundial. Wen Yiduo-un poeta y erudito socialista posteriormente ejecutado por el KMT-escribió en su Mitología y Poesía que, "aunque Qu Yuan no escribió sobre la vida del pueblo ni expresó sus sufrimientos, puede decirse con verdad que actuó como líder de una revolución popular y que dio un golpe para vengarlo. Qu Yuan es la única persona en toda la historia de China que tiene pleno derecho a ser llamada "el poeta del pueblo"" . La obra de Guo Moruo de 1942 Teatro de China Qu Yuan  le dio un tratamiento similar, estableciendo paralelismos con Hamlet y Rey Lear. Su visión del idealismo social y el patriotismo inquebrantable de Qu se convirtió en canónica bajo la República Popular China después de la victoria del Comunista de 1949 en la guerra civil china. Por ejemplo, un libro de texto chino de secundaria de 1957 comenzaba con la frase "Qu Yuan fue el primer gran poeta patriótico de la historia de la literatura de nuestro país". Este estatus de culto aumentó la posición de Qu Yuan dentro del canon literario de China, lo hizo aparecer en sellos de correos y el Festival del Barco Dragón elevado a fiesta nacional en 2005. Sin embargo, se ha producido a expensas de las valoraciones académicas más críticas sobre la historicidad de Qu Yuan y el supuesto cuerpo de trabajo que se había desarrollado durante la última Qing y la principios de la República.

### Festival del barco dragón

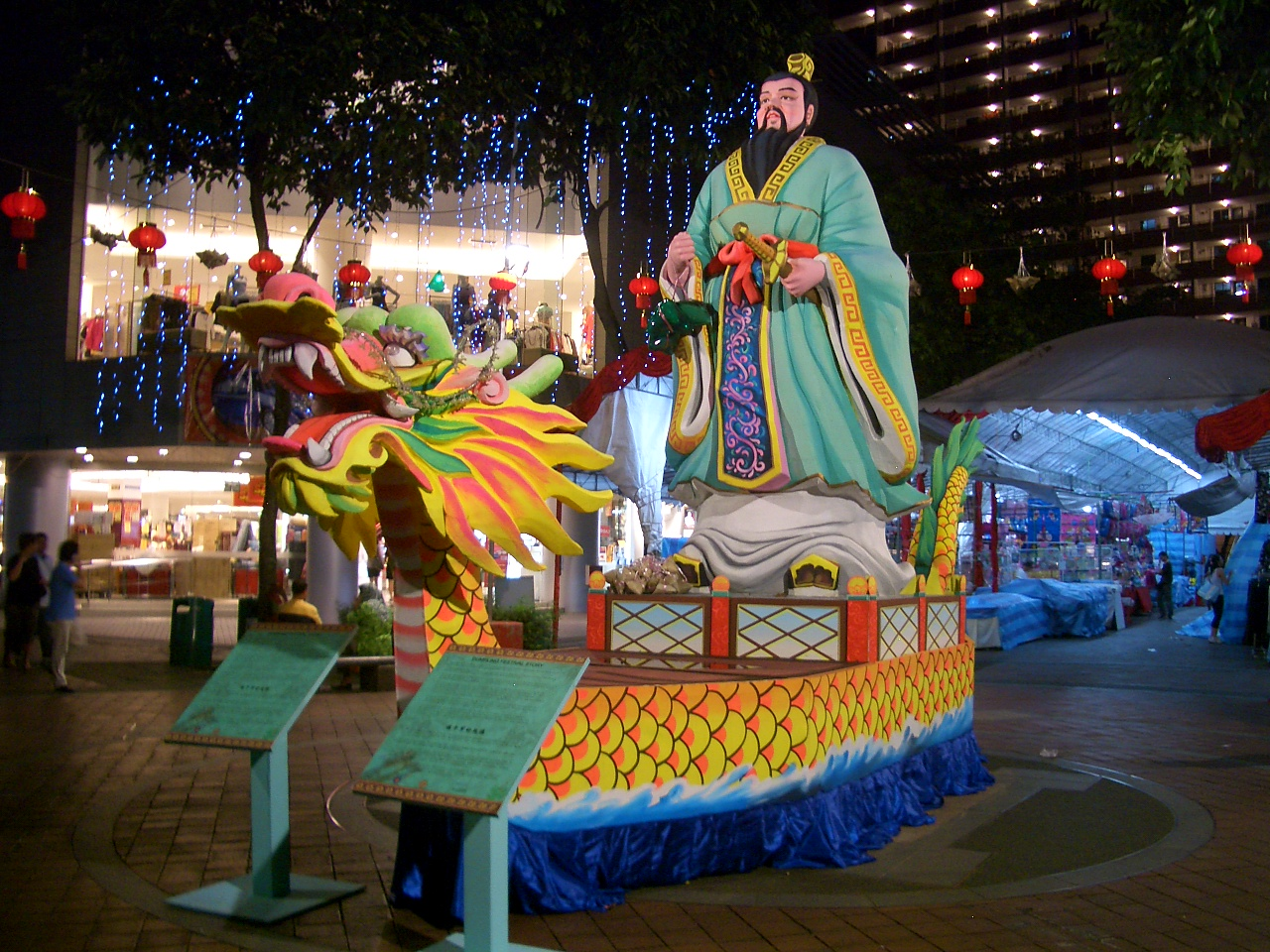
Estatua de Qu Yuan en un barco dragón, expuesta con motivo del Festival del barco dragón, en Singapur.

La leyenda popular cuenta que los aldeanos llevaron sus bollos y botes al medio del río y trataron desesperadamente de salvar a Qu Yuan después de que se sumergiera en el Miluo, pero llegaron demasiado tarde. Sin embargo, para mantener a los peces y a los espíritus malignos alejados de su cuerpo, tocaron tambores y salpicaron el agua con sus remos, y también arrojaron arroz al agua tanto como ofrenda alimenticia al espíritu de Qu Yuan como para distraer a los peces de su cuerpo. Sin embargo, la leyenda continúa diciendo que, una noche, el espíritu de Qu Yuan se apareció ante sus amigos y les dijo que había muerto porque se había sumergido en el río. Entonces, pidió a sus amigos que envolvieran su arroz en paquetes de seda de tres picos para alejar al dragón.
Estos paquetes se convirtieron en un alimento tradicional conocido como zongzi, aunque ahora los terrones de arroz se envuelven en hojas en lugar de seda. El acto de correr en busca de su cuerpo en botes se convirtió gradualmente en la tradición cultural de las carreras de barcos dragón, que se celebran cada año en el aniversario de su muerte. Hoy en día, la gente sigue comiendo zongzi y participando en carreras de botes de dragón para conmemorar el sacrificio de Qu Yuan en el quinto día del quinto mes del calendario chino tradicional lunisolar. Los países que rodean a China, como Vietnam y Corea, también celebran variaciones de este Festival del Barco Dragón como parte de su patrimonio cultural compartido.

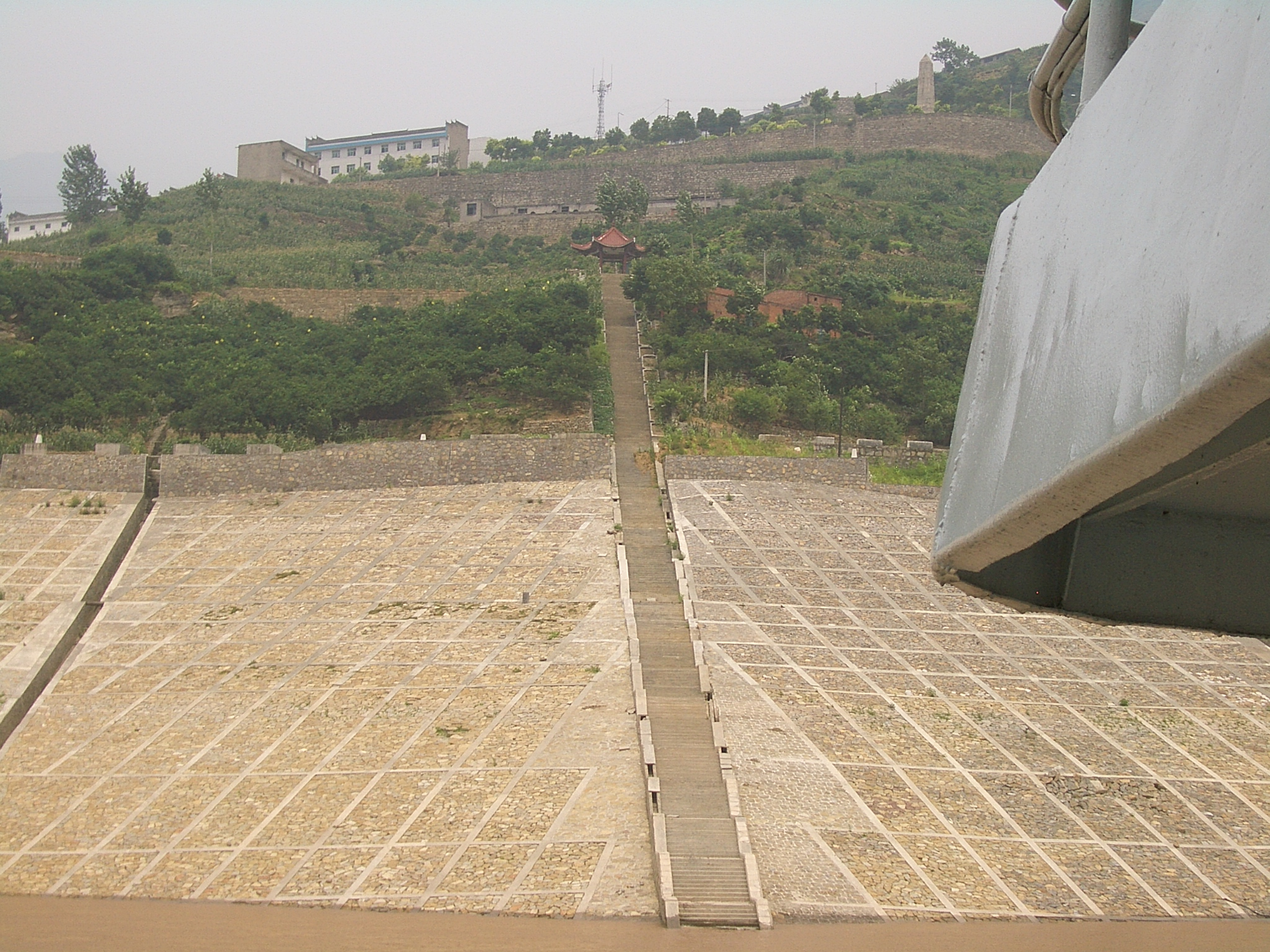
La moderna población Qu Yuan, llamada así por Qu Yuan, que vivió cerca, en el condado de Zigui de Hubei. Es necesaria una larga escalera para acceder al embalse Chan Jiang de la presa de las tres gargantas sobre el río Yangtzé, debido a las variaciones del nivel de agua del embalse.